# Чигиринський район

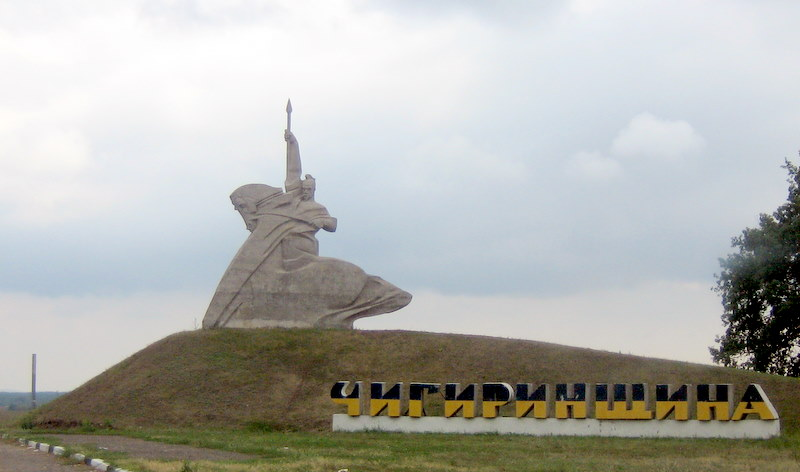
Монумент при в'їзді в Чигиринський район з Черкаського району

Чигири́нський райо́н — колишній район у складі Черкаської області, розташовувався у її південній частині на правому березі Дніпра. Площа — 1 217 км² (5,8 % від площі області). Районний центр — місто Чигирин.
На півночі район межував з Черкаським, на заході з Кам'янським районами Черкаської області. На півдні із Світловодським та Олександрівським районами Кіровоградської області. Східна частина району лежала на березі Кременчуцького водосховища.
Район ліквідовано 17 липня 2020 року, та включено до складу нового Черкаського району.
Територія району завжди була в центрі найважливіших подій в історії України: Хмельниччини, Коліївщини, Української революції, партизанського руху в роки Радянсько-німецької війни.

## Географія
Район розташований в лісостепеповій зоні Правобережної частини України, в межах Канівського-Чигиринського природно-сільськогосподарського району в межах Придніпровської височини і являє собою підвищену, сильно порізану балками і ярами місцевість.

### Рельєф
В районі переважають території вузьких вододільних плато з густою долинно-яружною мережею. В геоморфологічному відношенні це корінний берег долини річки Дніпро, крутосхилих місцевостей, густо пересічених ярами і долинами, а також вузьких вододільних плато. Схили, переважно, 1—3 градуси, 3—5 градусів, 5—7 градусів. Густота розчленування становить 2,5 км/км², глибина — 50—80 метрів, модуль змиву 32 т/га. Ерозійні процеси тут протікають особливо інтенсивно і площа змитих ґрунтів, серед яких переважають середньо- і сильно змиті, досягають 52 %. Дефляцій на небезпечність ріллі становить 12,7 %, кількість опадів коливається від 482 мм до 527 мм.

### Ґрунти
У ґрунтовому покриві переважають понад 50 % чорноземи опідзолені й реградовані легко- і середньо суглинкові на лесових породах, їх слабо-, середньо- та сильнозмиті темно-сірі опідзолені ґрунти і типові чорноземи займають до 30 %. Глибина гумусових горизонтів у них коливається від 21 см в середньо- та сильнозмитих ґрунтах до 79 см у повнопрофільних чорноземах типових, відповідно вміст гумусу в цих ґрунтах коливається від 1 % до 3,4 %.

### Корисні копалини
Корисні копалини — піски, глини, торф. Їх розробка та використання проводиться в невеликих обсягах. Є джерела мінеральних вод, серед яких найвідоміше радонове джерело «Живун» поблизу села Головківки.

### Землі та води
Площа сільськогосподарських угідь — 60 260,8649 га, площа лісів та інших лісовкритих площ становить 30 005,7203 га, забудованих земель — 3 387,4278 га, в тому числі під дорогами — 463,8372 га, земель водного фонду — 25 230,1232 га, в тому числі: під річками та струмками — 215,37 га, штучними водотоками — 287,3 га, озерами, прибережними замкнутими водоймами — 3,8 га, ставками — 422,4532 га, штучними водосховищами — 24 301,2 га.
Основна водна артерія району річка Дніпро, в течії якої з 1959 року на території району тепер розташоване Кременчуцьке водосховище. Другою головною водною артерією є річка Тясмин. Серед інших: Ірклець, Сріблянка, Суба. Крім того територією району протікає багато невеликих річечок і струмків, особливо велика кількість їх у Холодному Ярі.

### Природно-заповідний фонд
На території району знаходяться 23 об'єкти природно-заповідного фонду. Серед них:
- пам'ятка природи загальнодержавного значення Холодний Яр;
- заказники місцевого значення: Берестово, Білосніжний, Гущівський, Зам'ятницький, Зубівський, Озеро Біленьке, Оля, Старотясминський, Тюльпан дібровний, Яничанський;
- пам'ятки природи місцевого значення: Дзюркало, Дуб «Внук», Дуб Максима Залізняка, Залізнякова криниця, Кам'яне дерево, Монастирське джерело, Сквер учасників партизанського руху, Сухі колодки, Три криниці;
- парки-пам'ятки садово-паркового мистецтва місцевого значення: Замкова гора Б. Хмельницького, Парк імені Шевченка (Чигирин);
- заповідне урочище Атаманський парк.

## Історія

### Стародавність

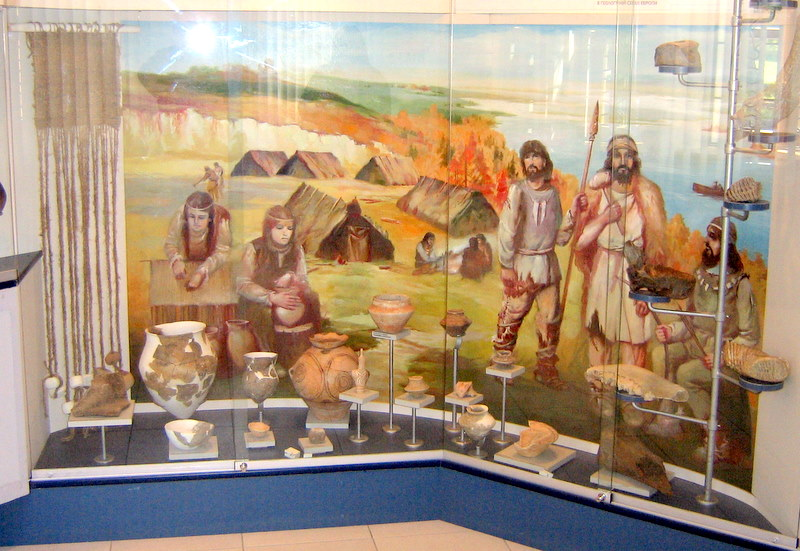
Фрагмент стародавньої стоянки людей з музею археології в Чигирині

Район має давню і багату історію. Люди жили тут з часів неоліту (VI—III тисячоліття до н. е.), про що свідчать археологічні знахідки в селі Новоселиці (стоянка Молохів Бугор). Відомі поселення епохи бронзи. В ІІ тисячолітті до н. е. населення по річці Тясмин було об'єднано в південно-східну групу праслав'янських племен. Археологами відкрито одне з найбільших городищ-фортець цього періоду біля села Суботова. Воно було осередком політичної влади, економічного та культурного життя. Навколо були розташовані численні фортеці, що захищали городище (села Адамівка, Калантаїв, Полуднівка).
Тут містяться Мотронинське скіфське та Суботівське чорноліське городища, пам'ятки архітектури та природи — Іллінська церква в Суботові та дуб Максима Залізняка.

### Середньовіччя
За часів Київської Русі, за однією із версій, в межиріччі Дніпра і Тясмину знаходився славнозвісний «острів русів» — сторожова варта дружинників, що стримували напади кочових племен.
В XI—XIII століттях на території району існували давньоруські поселення, які були знищені під час монголо-татарського нашестя у XIII столітті.
В другій половині XVI століття територія Чигиринщини потрапила до складу Великого князівства Литовське, а у 1569 році, у зв'язку з утворенням Речі Посполитої та добровільним переходом руських магнатів у польське підданство — до Корони Польської.

### Нові часи

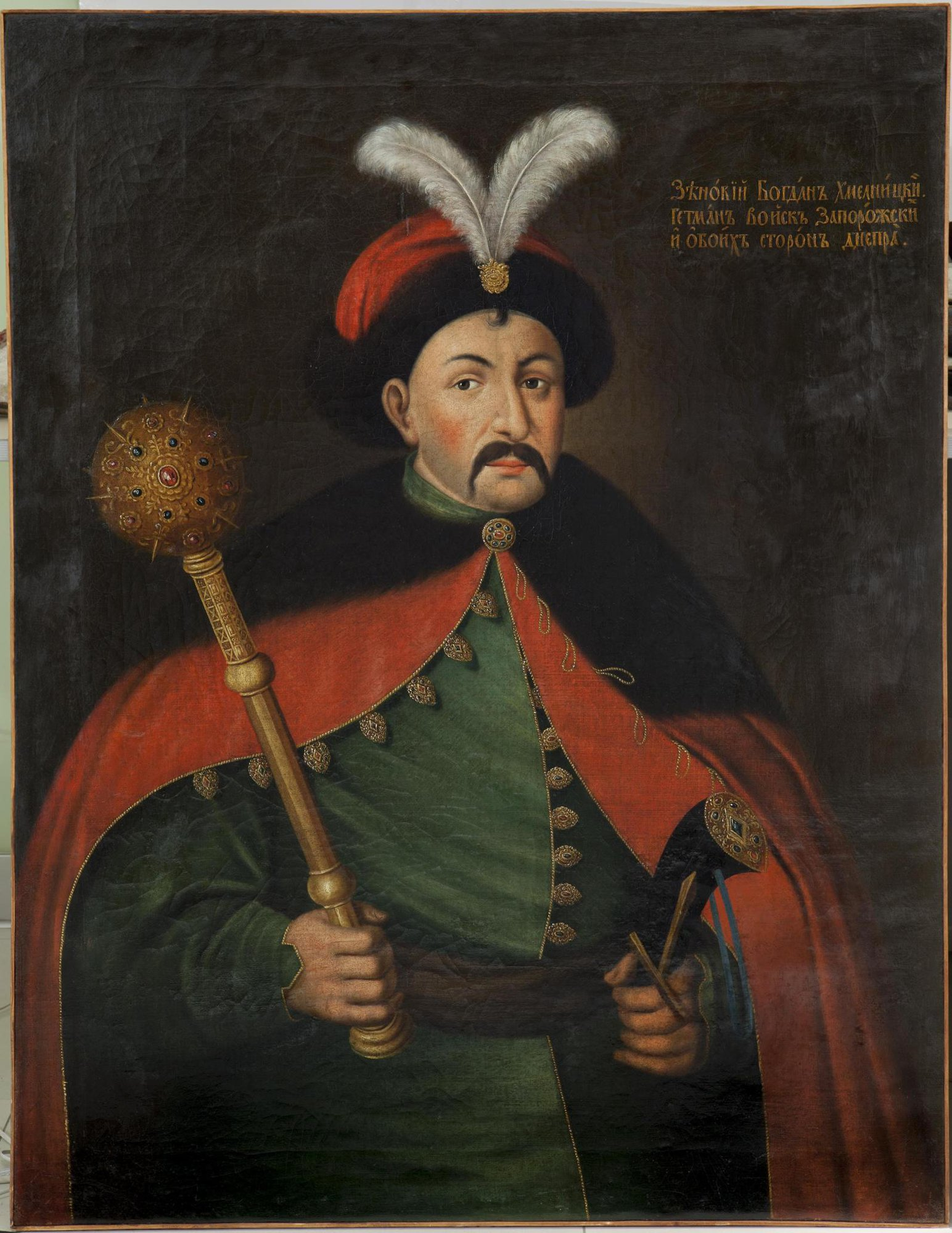
Богдан Хмельницький

Наприкінці XVI століття, з утворенням Чигиринського староства, ці землі почали активно заселятися. З'явилася велика кількість нових поселень: Медведівка, Суботів, Новоселиця, Боровиця, Мельники та інші. 1592 року Медведівка отримала магдебурзьке право. У 1594–1595 роках осадчим на Чигиринщині був Михайло Хмельницький.
Наприкінці XVI — початку XVII століть по Чигиринщині прокотилася хвиля козацько-селянських повстань. Тут діяли загони Северина Наливайка (1594–1596 роки), Федоровича (1630 рік), Павлюка (1637 рік), Острянина, Гуні (1638 рік).
В роки Української Національної революції 1648—1676 років Чигиринщина стала центром боротьби українського народу за створення державності. 1648 року Чигиринський полк став не тільки військовою, але й адміністративно-територіальною одиницею, а села Боровиця, Жаботин, Медведівка та інші — сотенними містечками. До Чигиринської сотні входило село Суботів, з яким пов'язано багато видатних подій 1648–1657 років. Це був родовий маєток Богдана Хмельницького, успадкований ним від батька. Як і Чигирин, Суботів став осередком гетьманської влади і дипломатії. Звідси Богдан Хмельницький видавав свої універсали, керував військовими справами. тут в Іллінській церкві 23 серпня 1657 року було поховано гетьмана.
Зі смертю Богдана Хмельницького закінчився один з етапів Української національної революції і розпочався новий її період, що характеризувався посиленням боротьби старшинських груп за владу. Протягом 1657—1678 років землі Чигиринщини були спустошені в результаті численних війн. Уцілілі жителі переселилися на Лівобережну і Слобідську Україну. Проте колонізація Правобережжя продовжувалася. Вже у 1687 році поблизу Чигирина нараховувалося 14 тисяч дворів.
У другій половині XVIII століття на Правобережжі посилилась влада польських магнатів. Реакцією на це став початок гайдамацького руху. 1768 року розпочалося повстання, яке ввійшло в історію під назвою Коліївщина. Центром його став Холодний Яр. Повстання очолив запорізький козак, уродженець хутора Калинівки Максим Залізняк. В Холодному Яру біля Мотронинського монастиря гайдамаки святили ножі, якими клялися винищити гнобителів. Селяни Чигиринщини першими виступили проти панів і, об'єднавшись з козаками, рушили в похід на Жаботин, Смілу, Черкаси, Корсунь, Лисянку, Умань, де до них приєдналися загони Івана Гонти.

### Новітня історія

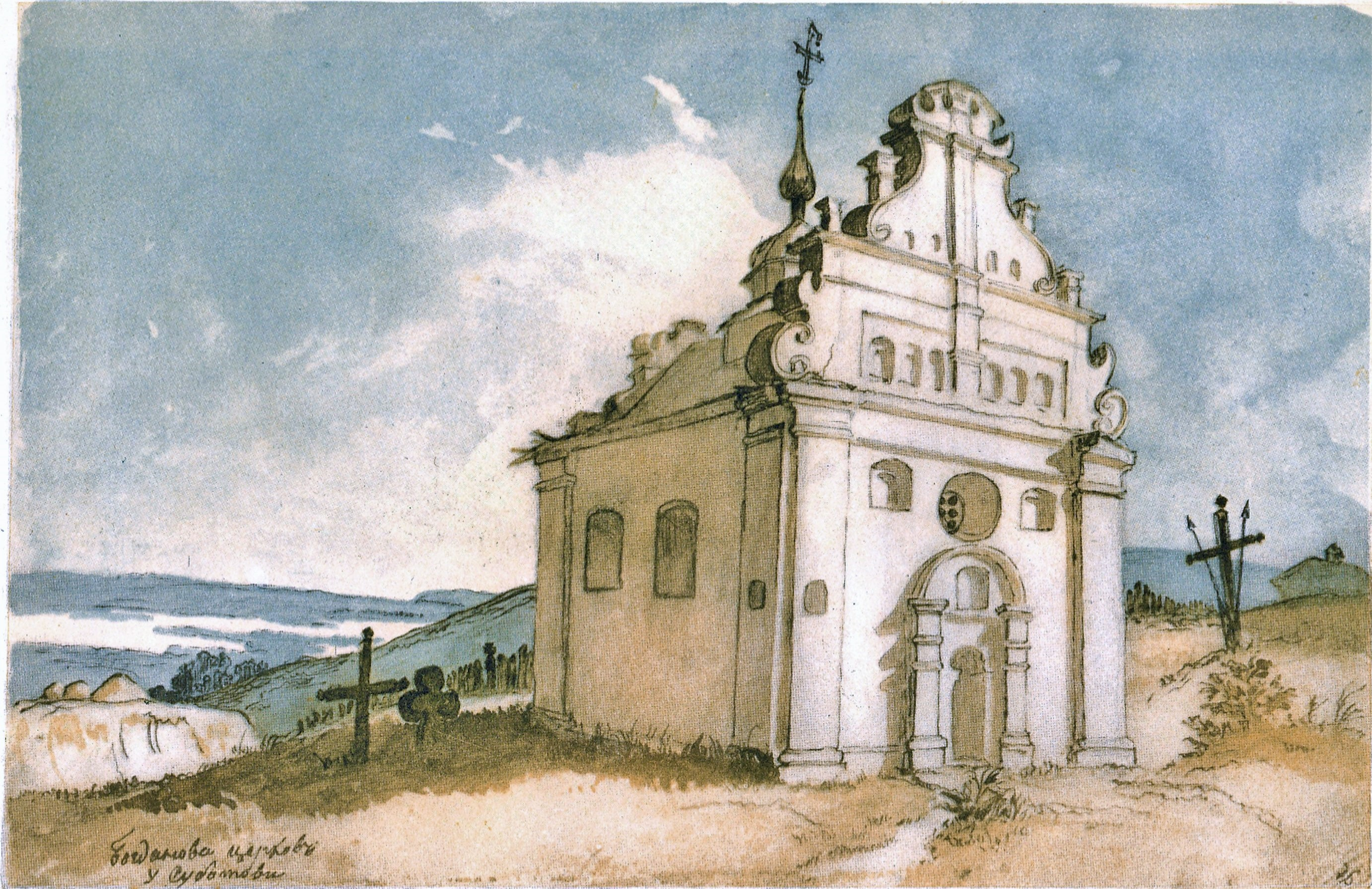
Т. Г. Шевченко «Церква Богдана» у Суботові

У 1793 році Чигирин і прилеглі території відійшли до складу Російської імперії. 1797 року, а потім, після невеликої перерви, у 1802 році, був створений Чигиринський повіт, жителі якого займалися сільським господарством, промислами, торгівлею.
У 1843 і 1845 роках в Чигиринському повіті побував Тарас Шевченко. Його цікавили місця, пов'язані з Визвольною війною українського народу під проводом Богдана Хмельницького та гайдамаччиною. Під враженням поїздок він створив малюнки на місцеві теми: «Богданові руїни в Суботові», «Мотрин монастир», «Кам'яні хрести в Суботові», «Руїни будинку Богдана Хмельницького в Суботові». Чигиринщину він згадує у п'єсі «Назар Стодоля», поемі «Гайдамаки», «Княжна», вірші «Холодний Яр», «Заступила чорна хмара», «Чигирине-Чигирине», «У неділеньку у святую» та інших.
У 1905–1907 роках нові виступи селян охопили 23 села Чигиринського повіту.
Події 1917 року на Чигиринщині відзначалися складністю боротьби за владу між прихильниками Центральної Ради та членами Чигиринської ради робітничих і солдатських депутатів. У жовтні 1917 року тут був створений повітовий загін «вільного козацтва».
У 1918–1922 роках на території Чигиринського краю діяла Холодноярська республіка. Центром її було село Мельники, а потім Мотронинський монастир. Повстанців очолив прапорщик царської армії Василь Чучупака. Сили бійців Холодноярської Республіки були знищені військами Червоної армії. Проте боротьба в Холодному Яру тривала до початку 1930-х років.
Чигиринський район як адміністративно-територіальну одиницю було утворено у 1923 році. 1925 року коли вся територія УРСР була поділена на округи та райони, Чигиринський район увійшов до складу Черкаського округу.
З 1927 року район в складі Шевченківської округи, а із 9 лютого 1932 року у складі Київської області. Із 10 січня 1939 року у складі Кіровоградської області.

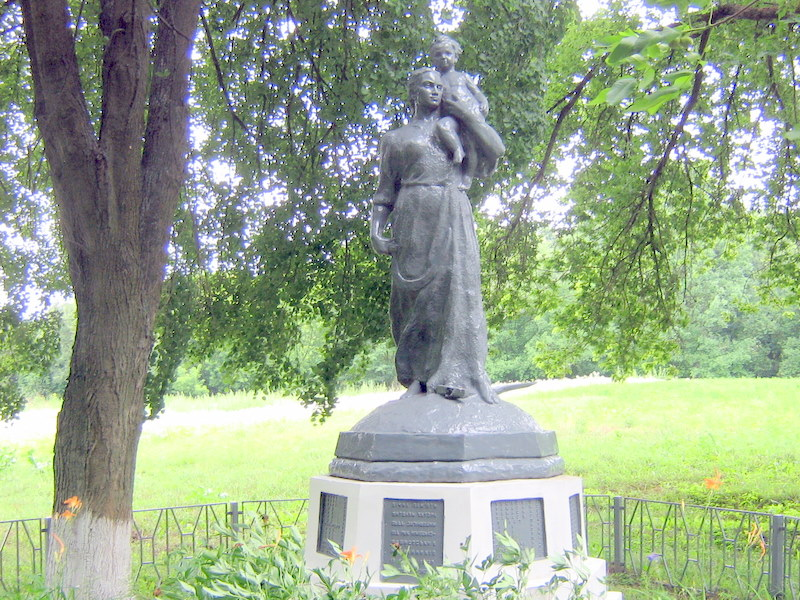
Пам'ятник загиблим на хуторі Буда. Подібний є і у Вдовиченому

У серпні 1941 році територія району була окупована нацистами. За роки окупації в районі від рук воїнів Вермахту загинуло близько 2 000 осіб, 1161 людина вивезена до Третього Рейху. В роки війни партизанським краєм став Холодний Яр, в якому діяло 12 загонів, зокрема партизанський загін «За Отчизну» (командир Коршиков Д. О.); партизанський загін імені Суворова (командир Володін Г. М.); партизанський загін «За перемогу» (командири Зайченко А. С., Гугнін О. М.); партизанський загін «За Родину» (командир Кришталь М. П.); партизанський загін імені Дзержинського (командир Петров Е. І.); партизанський загін імені Москви (командир Боровиков І. М.); Чигиринський партизанський загін (командир Дубовий П. А.); підпільні організації та групи — Чигиринська підпільна диверсійна група (керівник Руденко В. І.). Під час операції проти жителів лісової смуги було знищено хутори Буду та Вдовичине. Проте села понад Дніпром, які були далекі від партизан, майже не постраждали. У січні 1944 року район був відвойований Червоною армією.
Загальна кількість братських могил часів війни на території району — 23. В них поховано — 1268 осіб (з них відомо імен — 965, з яких увіковічено — 424 особи).
Багато чигиринців відзначилися на фронтах війни. 1 111 чоловік нагороджено орденами і медалями, 475 чоловік загинули у боях.
Станом на 1 вересня 1946 року в районі було 52 населених пункти, які підпорядковувались 34 сільським радам. З них 1 смт — Чигирин, 36 сіл і 15 хуторів:
- села: Адамівка, Боровиця, Бужин, Вершаці, Вітове, Галаганівка, Головківка, Гущівка, Зам'ятниця, Іванівка, Івківці, Калантаїв, Кожарка, Красносілля, Погорільці, Матвіївка, Медведівка, Мельники, Мудрівка, Новоселиця, Полуднівка, Рацеве, Розсошинці, Рублівка, Сагунівка, Стецівка, Суботів, Тарасівка, Тіньки, Топилівка, Трушівці, Худоліївка, Чернече, Чмирівка, Чорнявка, Шабельники;
- хутори: Буда, Вдовичине, Вербівка, Гненне, Деменці, Загребівка, Зелений Яр, Ленінський, Тарасо-Григорівка, Ново-Чигиринівка, Раківка, Скаржинка, Скелівка, Херсонка, Чутко-Кудашеве.

### Друга половина XX століття
У післявоєнний час Чигиринщина була аграрним районом Кіровоградської області, а у лютому 1954 року, згідно з указом Президії Верховної Ради СРСР від 12 лютого 1954 року район відійшов до Черкаської області.

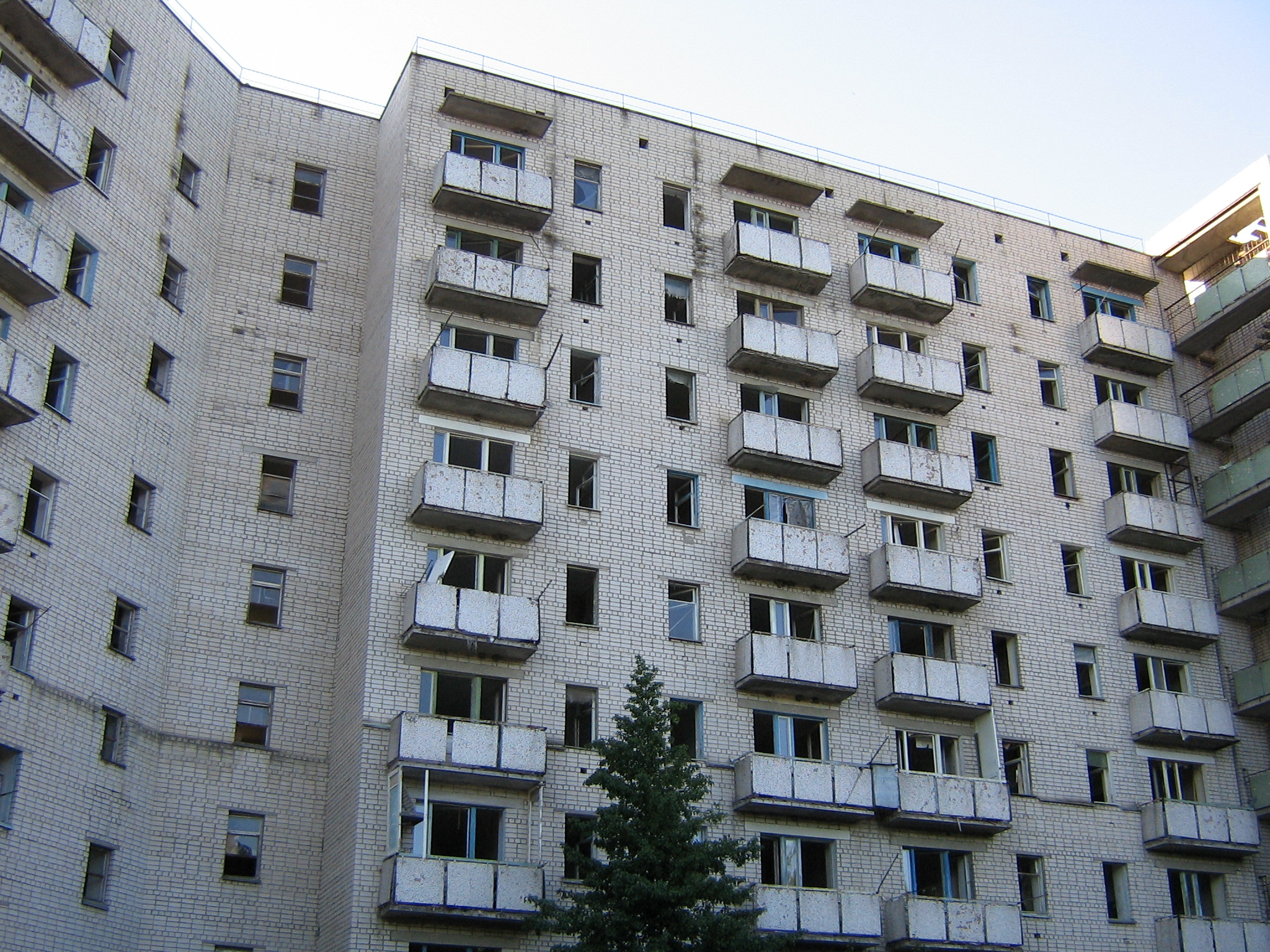
Будинок в селищі Орбіті. 2006 рік

У 1980-х роках на території району, поблизу Чигирина проводилося будівництво Чигиринської АЕС, тоді ж було засноване селище будівельників — Орбіта. Селище мало найкраще забезпечення товарами народного вжитку серед всіх населених пунктів району. Через 2—3 місяці після аварії на Чорнобильській АЕС будівництво було законсервоване. Нині на місці процвітаючого селища стоять безлюдні і розграбовані багатоповерхівки і соціальні будівлі. Попри те, що селищу не надається ніяких комунальних послуг, в ньому проживає декілька сімей.
За останні роки існування району з його карти зникло село Вербівка і селища Московське, Чигиринівка, Цибиківка. Багато населених пунктів було переселено у зв'язку з будівництвом Кремечуцької ГЕС та утворенням Кременчуцького водосховища у 1959 році. Серед них відоме з історії Бужин, а також Адамівка, Гущівка, Калантаїв, Кожарка, Мудрівка, Тарасівка, Шабельники.
Район ліквідовано відповідно до постанови Верховної Ради України № 807-IX від 17 липня 2020 року, та включено до складу нового Черкаського району.

## Адміністративний поділ
У складі району одне місто районного значення — Чигирин, 28 сіл і 7 селищ, що підпорядковані одній міській і 18 сільським радам.
| Населений пункт   | Тип    | Рада           | Рік заснування або першої згадки | Площа, км² | Кількість мешканців (2001) | Кількість мешканців (2007) | Поштові індекси | Телефонний код |
| ----------------- | ------ | -------------- | -------------------------------- | ---------- | -------------------------- | -------------------------- | --------------- | -------------- |
| Боровиця          | село   | Боровицька     | початок 13 століття              | 5,233      | 1909                       | 1745                       | 20921           | +380 473091    |
| Буда              | селище | Мельниківська  | -                                | -          | 41                         | 46                         | 20933           | +380 473094    |
| Бурякове          | селище | Іванівська     | -                                | -          | 8                          | -                          | 20942           |                |
| Вдовичине         | село   | Іванівська     | -                                | -          | 87                         | -                          | 20942           | +380 473094    |
| Вершаці           | село   | Вершацька      | друга половина 17 століття       | 2,6        | 865                        | 747                        | 20943           | +380 473092    |
| Вітове            | село   | Рацівська      | перша половина 17 століття       | -          | 1138                       | 684                        | 20911 — 20913   | +380 473096    |
| Галаганівка       | село   | Галаганівська  | 1709                             | 3,51       | 926                        | 873                        | 20915           | +380 473093    |
| Головківка        | село   | Головківська   | 1775                             | 6,09       | 1481                       | 1251                       | 20936           | +380 473090    |
| Гненне            | селище | Іванівська     | -                                | -          | 4                          | -                          | 20942           |                |
| Деменці           | село   | Зам'ятницька   | -                                | -          | 73                         | -                          | 20931           | +380 473095    |
| Зам'ятниця        | село   | Зам'ятницька   | кінець 17 століття               | 2,94       | 280                        | 222                        | 20931           | +380 473095    |
| Іванівка          | село   | Іванівська     | 1650                             | -          | 859                        | 710                        | 20942           | +380 473094    |
| Івківці           | село   | Медведівська   | до 1724 року                     | -          | 402                        | 298                        | 20932           | +380 473095    |
| Красносілля       | село   | Красносільська | друга половина 17 століття       | 5,24       | 447                        | 720                        | 20925           | +380 473060    |
| Кудашеве          | селище | Вершацька      | -                                | -          | 92                         | 67                         | 20943           |                |
| Матвіївка         | село   | Матвіївська    | середина 17 століття             | 3,36       | 675                        | 591                        | 20941           | +380 473067    |
| Медведівка        | село   | Медведівська   | перша половина 16 століття       | 5,07       | 1441                       | 1292                       | 20930           | +380 473095    |
| Мельники          | село   | Мельниківська  | 1629                             | 6,85       | 1050                       | 905                        | 20933           | +380 473066    |
| Новоселиця        | село   | Новоселицька   | 20-ті роки 17 століття           | 2,44       | 622                        | 683                        | 20934           | +380 473099    |
| Погорільці        | село   | Красносільська | друга половина 18 століття       | -          | 146                        | -                          | 20925           | +380 473090    |
| Полуднівка        | село   | Новоселицька   | 18 століття                      | -          | 157                        | 281                        | 20935           | +380 473099    |
| Рацеве            | село   | Рацівська      | перша згадка 1615 роком          | 4,78       | 2554                       | 2437                       | 20910           | +380 473096    |
| Розсошинці        | село   | Красносільська | -                                | -          | 212                        | -                          | 20925           | +380 473090    |
| Рублівка          | село   | Новоселицька   | середина 19 століття             | -          | 80                         | 30                         | 20935           | +380 473099    |
| Скаржинка         | селище | Матвіївська    | -                                | -          | 66                         | 68                         | 20941           |                |
| Скелівка          | селище | Головківська   | -                                | -          | 1                          | -                          | 20936           | +380 473090    |
| Стецівка          | село   | Стецівська     | 17 століття                      | -          | 1548                       | 1347                       | 20914           | +380 473097    |
| Суботів           | село   | Суботівська    | 1616                             | 3,95       | 875                        | 731                        | 20940           | +380 473093    |
| Тарасо-Григорівка | село   | Вершацька      | -                                | -          | 161                        | 138                        | 20943           | +380 473092    |
| Тіньки            | село   | Тіньківська    | середина 16 століття             | 8,5        | 2400                       | 2255                       | 20924           | +380 473098    |
| Топилівка         | село   | Топилівська    | 18 століття                      | 2,28       | 1113                       | 1050                       | 20920           | +380 473065    |
| Трушівці          | село   | Трушівська     | кінець 16 століття               | 7,88       | 1346                       | 1221                       | 20922           | +380 473092    |
| Худоліївка        | село   | Худоліївська   | друга половина 18 століття       | 4,1        | 738                        | 695                        | 20923           | +380 473068    |
| Чернече           | селище | Чигиринська    | 1747                             | -          | 229                        | -                          |                 |                |
| Чигирин           | місто  | Чигиринська    | перша половина 16 століття       | 14,12      | 11960                      | 10600                      | 20900 — 20906   | +380-4730      |
| Чмирівка          | село   | Новоселицька   | середина 17 століття             | -          | 125                        | 61                         | 20934           | +380 473099    |

## Шляхи і транспорт
Через район проходить автошлях регіонального значення Р10 (Канів — Чигирин — Кременчук). Населені пункти району зв'язані з районним центром автошляхами місцевого значення. Більшість із них має асфальтне покриття і добрий стан. Вулиці в самих селах, як правило, ґрунтові, за рідкими виключеннями.
Єдина автостанція в районі знаходилася в Чигирині. Головний у минулому перевізник району — ВАТ «Чигиринське АТП-17139» у 2008 році змушений був відмовитися від виконання своїх головних міжміських рейсів на Київ та Умань і на той момент виконував лише 4 рейси на Черкаси через Медведівку та Боровицю, 2 рейси на Знам'янку, а також приміське сполучення. Обсяг перевезень продовжував скорочуватися і вже у 2012 році АТП обслуговувало тільки рейси на Знам'янку та приміські маршрути, а в квітні 2013 року акціонерами було прийняте рішення про добровільну ліквідацію підприємства. Частину приміських рейсів та перевезення пасажирів по місту Чигирин доручили черкаській компанії ДП «ЧАРЗ-авто», яка займалась цим до квітня 2015 року, після чого їй на зміну прийшов приватний перевізник Прохоренко Валентин Петрович, який обслуговував жителів міста та району до літа-осені 2022 року.
Найближчі залізничні станції розташовані в Олександрівці — Фундукліївка та в Черкасах.
Найближчі річкові порти в Світловодську і Черкасах. У 1990-х роках річковий порт Адамівка, біля села Рацеве, що по Дніпру зв'язував район з Черкасами, Каневом, Києвом на північний захід та Світловодськом, Кременчуком, Дніпром на південний схід, припинив свою роботу.
Найближчі аеропорти в Черкасах і Кропивницькому.

## Демографія
Станом на 1 червня 2010 року загальна кількість населення в Чигиринському районі становила — 29,8 тисяч осіб, в тому числі: міське населення — 9,9 тисяч осіб, сільське — 19,8 тисяч осіб. За даними всеукраїнського перепису населення 2001 року в районі налічувалось 36,1 тисяч мешканців, в 1989 році — 44,3 тисячі та 52,7 тисяч у 1971 році.
Порівняльна таблиця:
| Рік >>>            | 2001 (в тисячах чоловік) | 1989 (в тисячах чоловік) |
| ------------------ | ------------------------ | ------------------------ |
| Сільське населення | 24,1                     | 31,45                    |
| Міське населення   | 12,0                     | 12,85                    |
| Чоловіків          | 16                       | 19                       |
| Жінок              | 20,1                     | 25,3                     |

## Економіка
Район належить до аграрного типу, оскільки основною галуззю є сільськогосподарське виробництво. У районі діє 36 агропромислових формувань, функціонує 7 середніх підприємств та 97 малих. Крім того в місті Чигирин діють підприємства легкої промисловості.
Питома вага промислових підприємств:
- Харчова промисловість та перероблення сільськогосподарських продуктів — 33,0 %;
- Легка промисловість — 66,7.

Перелік промислових підприємств Чигирина станом на 1 липня 2007 року:
| Підприємство                           | Основна продукція                                |
| -------------------------------------- | ------------------------------------------------ |
| Фурнітурний завод                      | метало-фурнітурні вироби                         |
| ЗАТ «Елена»                            | сумки, куртки демисезонні, зимові шапки, сорочки |
| «Чигиринська меблева фабрика»          | меблі                                            |
| ТОВ «АнВа»                             | сорочки                                          |
| Виробничо-торговельна фірма «Вікторія» | взуття                                           |
| ТОВ «Чигиринський консервний завод»    | консервована продукція                           |
| ТОВ «АлДі»                             | сумки                                            |

Перелік сільськогосподарських підприємств району усіх форм власності:
| Населений пункт      | Підприємство                        | Населений пункт | Підприємство                      | Населений пункт | Підприємство          |
| -------------------- | ----------------------------------- | --------------- | --------------------------------- | --------------- | --------------------- |
| Боровиця             | СТОВ ”Дружба”                       | Вершаці         | ПП “Лан 2005”                     | Головківка      | ТОВ “Головківське 3”  |
| Худоліївка           | СТОВ “Урожай СК”                    | Суботів         | СТОВ “Суботів”                    | Рацеве          | ТОВ “Чигиринзерно”    |
| Трушівці, Зам'ятниця | ТОВ “Зам'ятниця”                    | Новоселиця      | СТОВ “Тясмин”                     | Красносілля     | СТОВ “Красносільське” |
| Рацеве               | СТОВ “Чигиринська аграрна компанія” | Тіньки          | СТОВ “Тіньки”                     | Тіньки          | СТОВ “Агростар ”      |
| Новоселиця           | СТОВ “Світанок”                     | Рацеве          | ТОВ “Агродар-2007”                | Чигирин         | ТОВ «Олекс»           |
| Топилівка            | ТОВ «Перспектива»                   | Топилівка       | ПП „Колос Чигиринщини”            | Новоселиця      | АТ ЗТ „Біоагропром”   |
| Худоліївка           | ПП „ФЕБ”                            | Галаганівка     | Фермерське господарство Безпалого | Рацеве          | ФГ „Агрос”            |
| Рацеве               | ФГ „Шанс”                           | Рацеве          | ФГ „Відродження”                  | Суботів         | ФГ „Сонечко”          |
| Чигирин              | ФГ Горного”                         | Рацеве          | ФГ „Наталія”                      | Рацеве          | ФГ „Геліос”           |
| Рацеве               | ФГ „Яринове”                        | Рацеве          | ФГ „Житниця”                      | Медведівка      | ФГ Нагаєвої           |

## Соціальна сфера
На території Чигиринського району функціонує районний територіальний центр соціального обслуговування пенсіонерів та одиноких непрацездатних громадян.

### Освіта
У районі працюють 21 школа, 13 дошкільних закладів, школа-інтернат для дітей-сиріт, які залишилися без піклування батьків, та Чигиринський економіко-правовий фаховий коледж. Функціонує дитячо-юнацька спортивна школа.

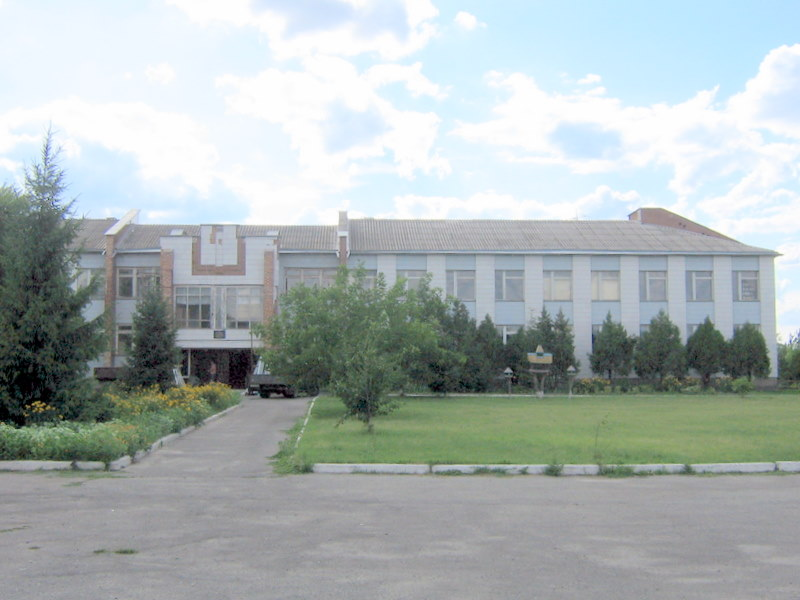
Школа в Галаганівці

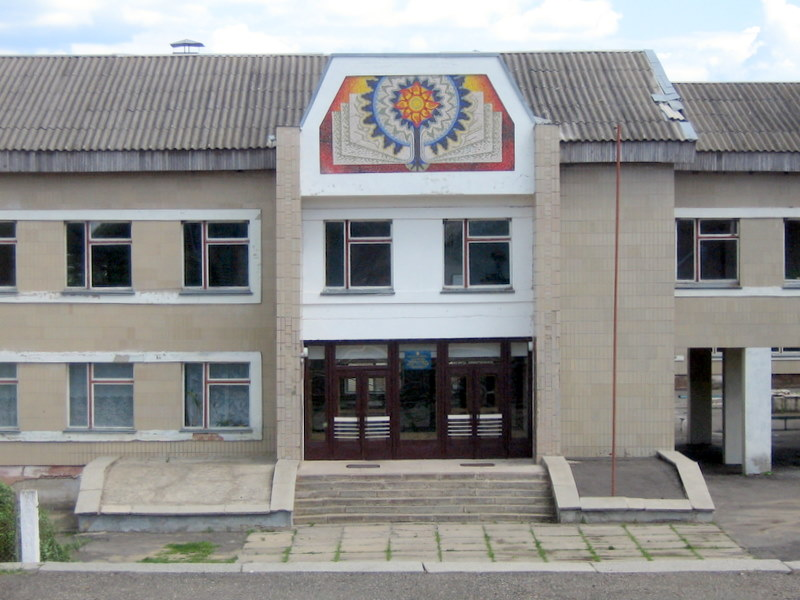
Школа в Суботові

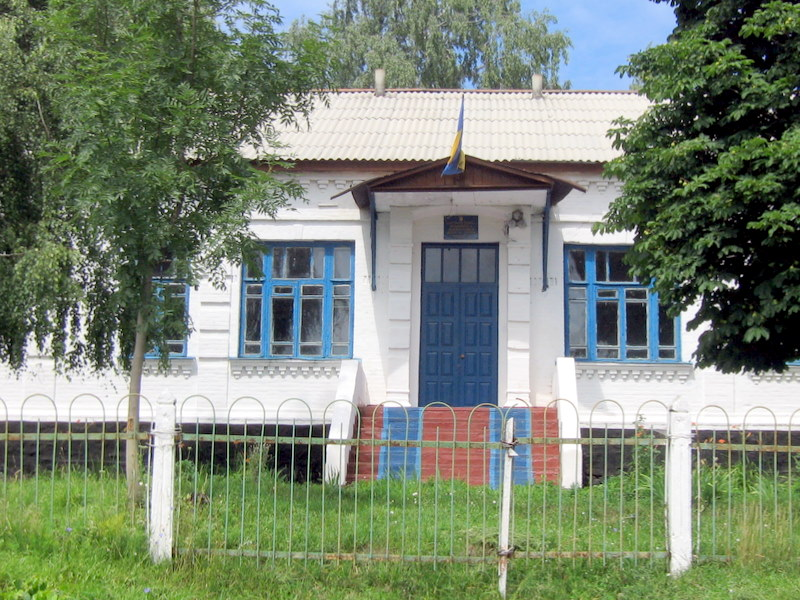
Школа в Мельниках

| Населений пункт | Найменування навчального закладу |
| --------------- | --- |
| Чигирин         | Чигиринська ЗОШ І-ІІІ ступенів №1 ім. Б.Хмельницького [Архівовано 15 березня 2013 у Wayback Machine.]                                   |
| Чигирин         | Чигиринська спеціалізована школа I-III ступенів №2                                                                                      |
| Чигирин         | Чигиринський навчально-виховний комплекс Дошкільний навчальний заклад — ЗОШ I-III ступенів №3                                           |
| Боровиця        | Боровицький навчально-виховний комплекс Дошкільний навчальний заклад — ЗОШ І-ІІІ ступенів [Архівовано 1 квітня 2022 у Wayback Machine.] |
| Вітове          | Вітівський навчально-виховний комплекс Дошкільний навчальний заклад — ЗОШ I-III ступенів                                                |
| Вершаці         | Вершацька ЗОШ I-III ступенів |
| Галаганівка     | Галаганівський навчально-виховний комплекс Дошкільний навчальний заклад — ЗОШ I-III ступенів                                            |
| Головківка      | Головківський навчально-виховний комплекс Дошкільний навчальний заклад — ЗОШ I-III ступенів                                             |
| Медведівка      | Медведівська ЗОШ I-III ступенів ім. М.Залізняка                                                                                         |
| Рацеве          | Рацівський навчально-виховний комплекс Дошкільний навчальний заклад — ЗОШ I-III ступенів                                                |
| Стецівка        | Стецівська ЗОШ I-III ступенів |
| Суботів         | Суботівська ЗОШ I-III ступенів |
| Топилівка       | Топилівський навчально-виховний комплекс Дошкільний навчальний заклад — ЗОШ I-III ступенів                                              |
| Тіньки          | Тіньківська ЗОШ I-III ступенів |
| Трушівці        | Трушівський навчально-виховний комплекс Дошкільний навчальний заклад — ЗОШ I-III ступенів                                               |
| Іванівка        | Іванівська ЗОШ І-ІІ ступенів |
| Матвіївка       | Матвіївський навчально-виховний комплекс Дошкільний навчальний заклад — ЗОШ І-ІІ ступенів                                               |
| Мельники        | Мельниківська ЗОШ І-ІІ ступенів |
| Новоселиця      | Новоселицька ЗОШ І-ІІ ступенів |
| Худоліївка      | Худоліївська ЗОШ І-ІІ ступенів |
| Чигирин         | Будинок дитячо-юнацької творчості |
| Чигирин         | Дитячо-юнацька спортивна школа Чигиринської районної ради                                                                               |
| Чигирин         | Чигиринська спеціальна загальноосвітня школа-інтернат                                                                                   |

### Охорона здоров'я
До мережі охорони здоров'я району входять 8 установ, у тому числі центральна районна лікарня, 3 дільничні лікарні, 4 лікарські амбулаторії, з яких 2 сімейної медицини (в селі Рацеве та селі Тіньки), 18 ФАПів.

## Культура
В галузі культури функціонують 27 закладів клубного типу, з них 1 — районний будинок культури, 25 сільських та 1 міський клуб. Діє 27 бібліотек та музична школа. Носіями почесного звання «народний самодіяльний» є 8 колективів художньої творчості.

### Релігія
У районі діють такі релігійні громади:

| Населений пункт | Найменування громади                                                                                     |
| --------------- | --- |

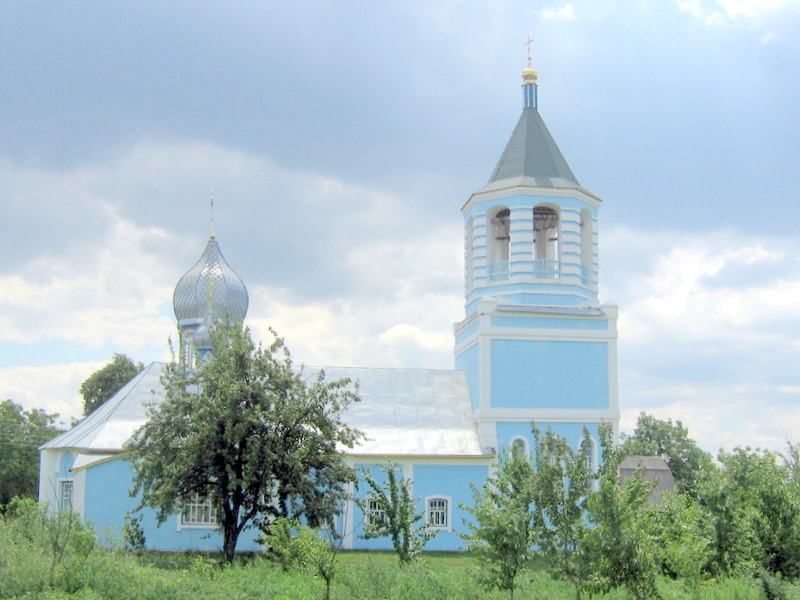
Церква в Головківці

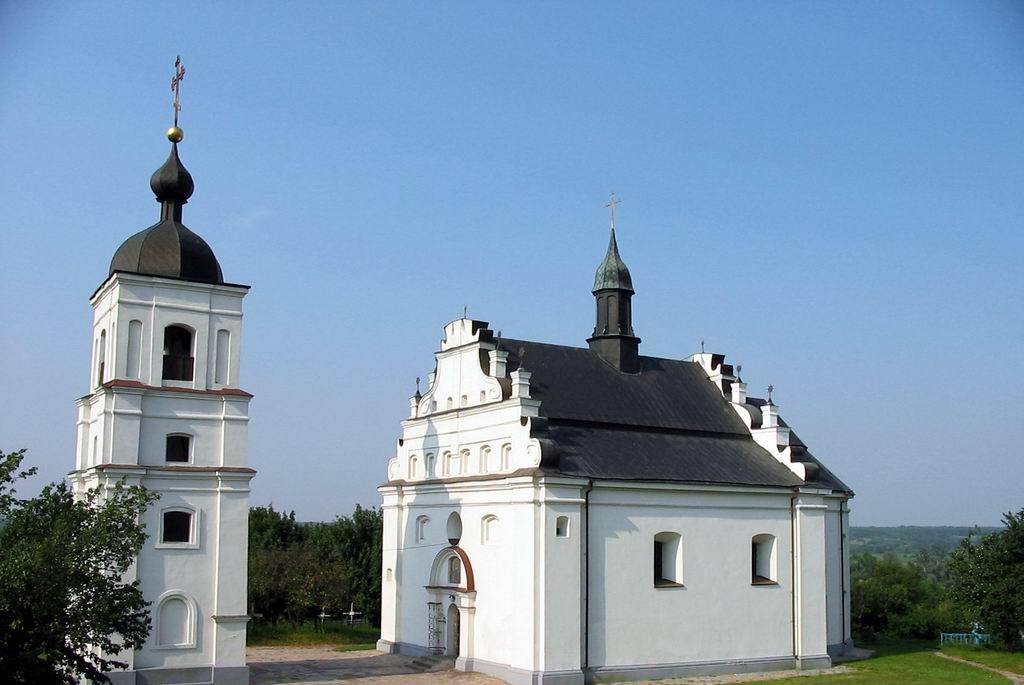
Церква в Суботові

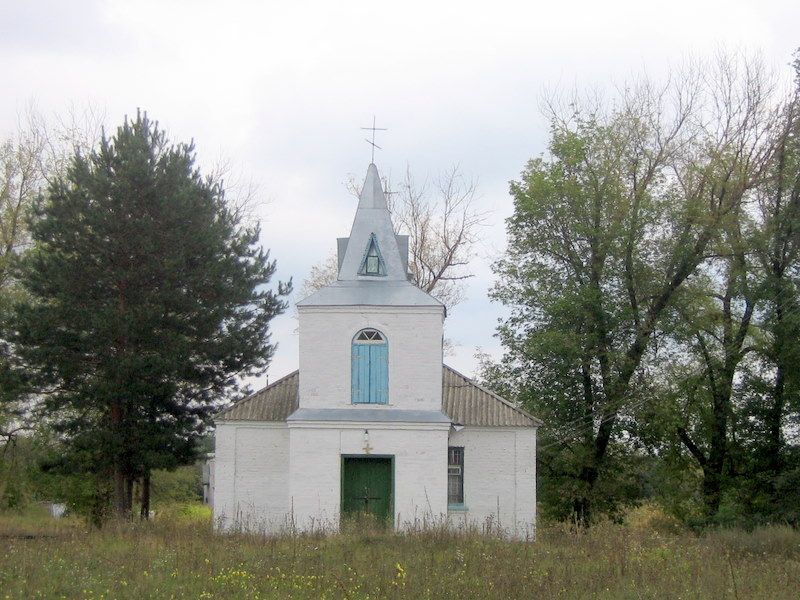
Церква в Худоліївці

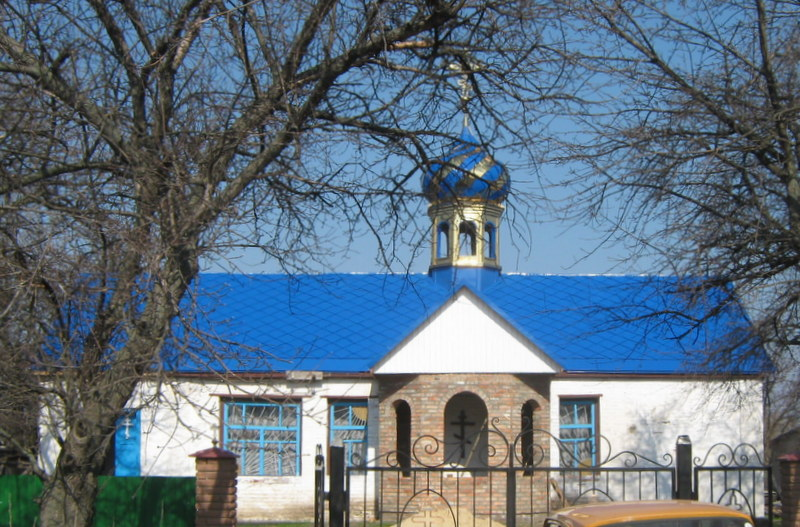
Церква в Тіньках

| Боровиця        | Українська православна церква Свято-Успенський храм, Черкаська єпархія Московського патріархату          |
| Вершаці         | Українська православна церква Московського патріархату                                                   |
| Галаганівка     | Церква «Преображення» обласного об’єднання євангелістських християн-баптистів                            |
| Галаганівка     | Церква Святого Івана Богослова Київського патріархату                                                    |
| Головківка      | Українська православна церква Московського патріархату Іоанна Богослова                                  |
| Головківка      | Українська православна церква Московського патріархату Мучениці Параскеви                                |
| Головківка      | Українська православна церква Московського патріархату Миколи Чудотворця (Скит Мотронинського монастиря) |
| Головківка      | Християнська церква «Слово Віри»                                                                         |
| Іванівка        | УПЦ Казанської Божої Матері Московського патріархату                                                     |
| Красносілля     | Церква євангелістських християн-баптистів                                                                |
| Матвіївка       | УПЦ Казанської Святої Покрови Московського патріархату                                                   |
| Мельники        | УПЦ Київського патріархату                                                                               |
| Мельники        | УПЦ Московського патріархату                                                                             |
| Мельники        | Свято-Троїцька Церква Мотронинського монастиря Московського патріархату                                  |
| Медведівка      | Храм Успіння Пресвятої Богородиці Моковського патріархату                                                |
| Медведівка      | Громада вірних РУНВІРи                                                                                   |
| Новоселиця      | УПЦ Московського патріархату                                                                             |
| Полуднівка      | Храм Успіння Пресвятої Богородиці Московського патріархату                                               |
| Рацеве          | УПЦ Московського патріархату                                                                             |
| Рацеве          | Церква євангелістських християн-баптистів                                                                |
| Вітове          | Християни віри євангельської                                                                             |
| Суботів         | Парафія Святого Пророка Іллі Української Православної церкви Київського патріархату                      |
| Стецівка        | Свято-Троїцька православна парафія УПЦ КП                                                                |
| Стецівка        | Всесоюзне об’єднання євангелістських християн-баптистів                                                  |
| Тіньки          | УПЦ Московського патріахату                                                                              |
| Тіньки          | Церква Християн – Адвентистів Сьомого Дня (Дніпровська конференція)                                      |
| Тіньки          | Церква євангелістських християн-баптистів                                                                |
| Тіньки          | Церква Християн Віри Євангельської П’ятидесятників «Християнська Надія»                                  |
| Топилівка       | Незалежна релігійна громада церкви «Благодать»                                                           |
| Топилівка       | Свято-Покровська церква, Топилівської парафії Черкаської Єпархії УПЦ МП                                  |
| Топилівка       | Помісна церква євангелістських християн-баптистів                                                        |
| Трушівці        | Українська православна церква Московського                                                               |
| Худоліївка      | УПЦ МП                                                                                                   |
| Чигирин         | Українська православна церква Київського патріархату                                                     |

Крім того на території району діє жіночий Троїцький Мотронинський жіночий монастир. Нещодавно пубудовані в Чигирині Православний храм Свято-Казанської Божої Матері та Церква святих Петра і Павла
Найстаріша Іллінська церква в Суботові. Будується церква в Матвіївці. Декілька церков в селах розміщуються в простих селянських будинках без куполів.

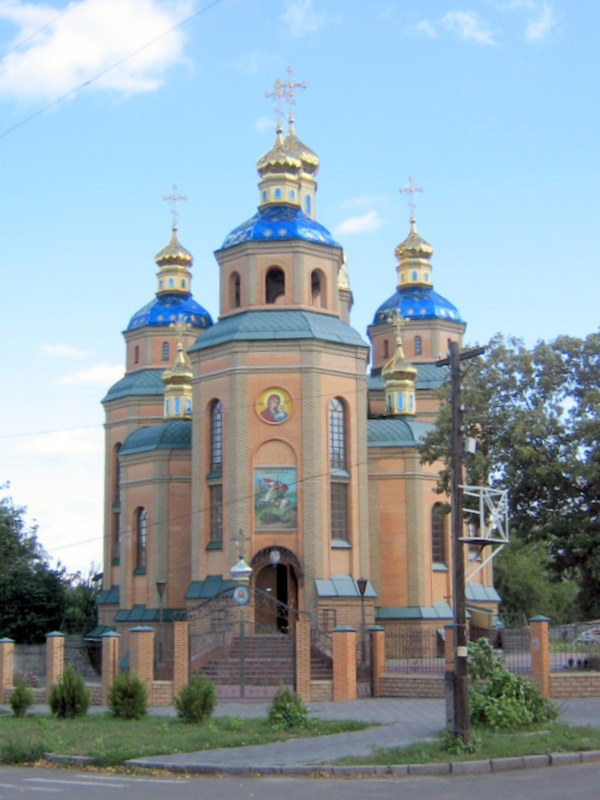
Церква Свято-Казанської Божої Матері в Чигирині
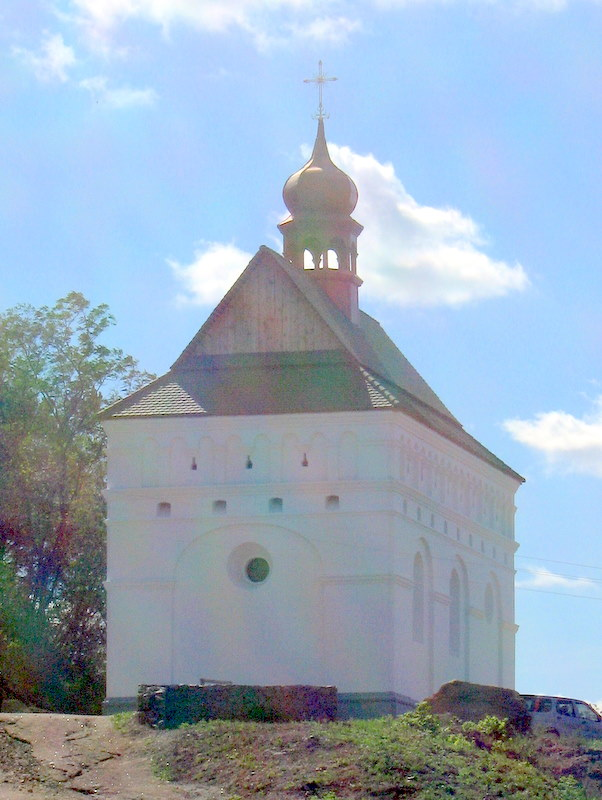
Церква святих Петра і Павла в Чигирині
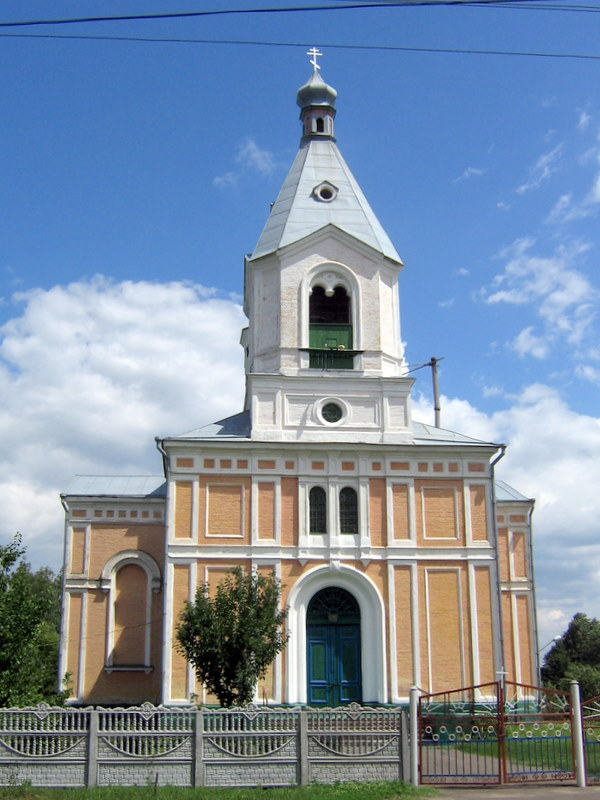
Храм Успіня Божої матері в Медведівці

### Пам'ятки

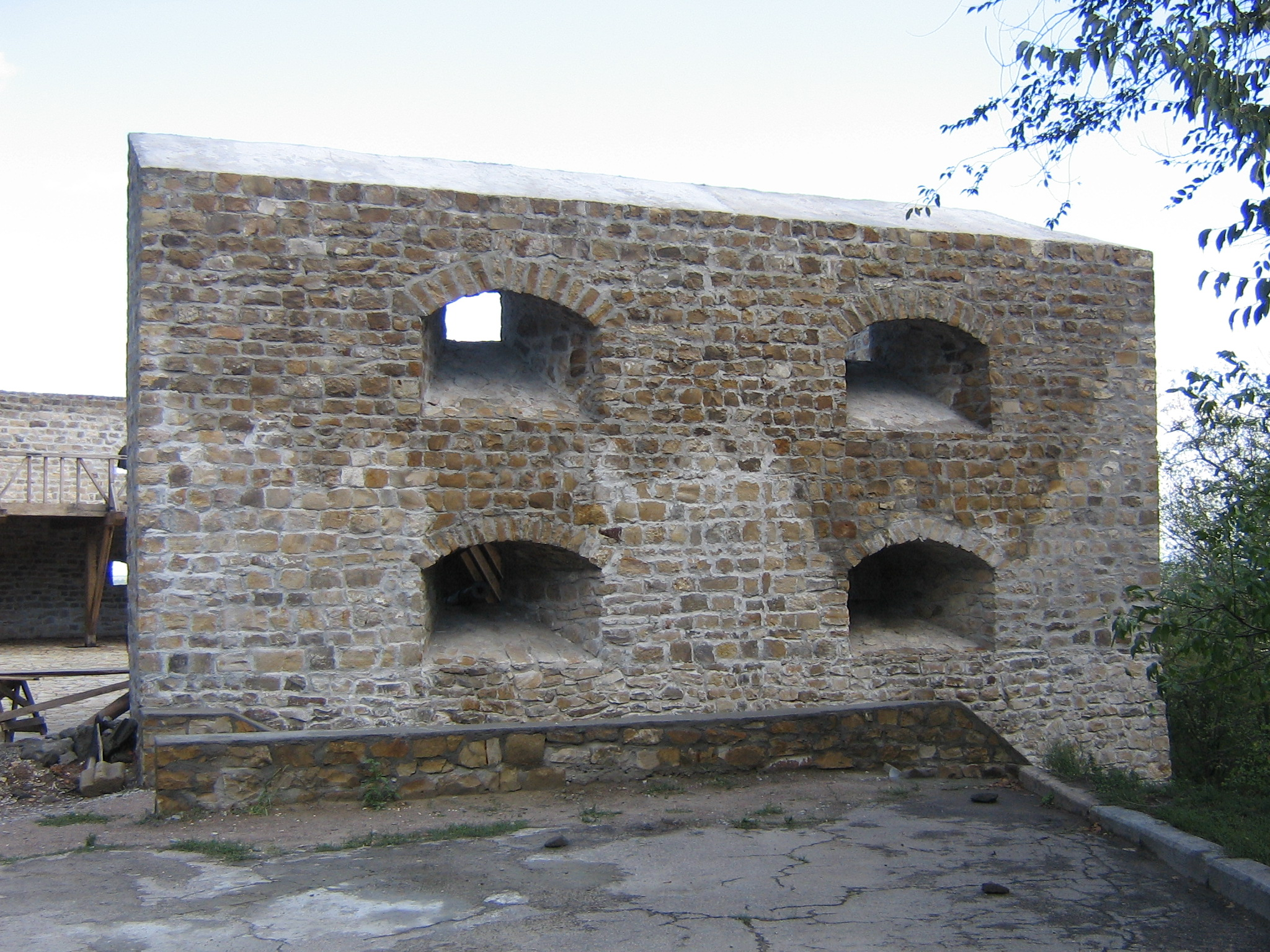
Бастіон Дорошенка

На території району під охороною держави перебувають 124 пам'ятки археології, 80 — історії, 16 — архітектури, 15 — природи.
Пам'ятки архітектури національного значення:
- Іллінська церква XVII століття в Суботові;
- Троїцька церква Мотронинського монастиря (1804) в урочищі Холодний Яр.

Пам'ятки архітектури місцевого значення:
- Храм Успіня Божої матері (1867) в Медведівці;
- Бастіон Дорошенка — частина фортеці XVII століття на Богдановій горі в м. Чигирині.

Пам'ятки археології національного значення:
- Мотронинське городище в Холодному Яру;
- Городище чорноліської культури в Суботові

Також налічується 355 пам'яток археології місцевого значення (кургани, могильники, залишки споруд, городищ, поселень тощо).
З метою збереження численних пам'яток краю в 1989 році був створений Державний історико-культурний заповідник «Чигирин», а з вересня 1995 року йому надано статус Національного.

#### Пам'ятники
В Чигиринському районі встановлено пам'ятники: Богдану Хмельницькому в Чигирині і в Суботові, Т. Г. Шевченку — в Чигирині, в Вершацях і Мельниках, одному з ватажків Коліївщини Максиму Залізняку в Медведівці та Івківцях, радянському військовому діячеві часів громадянської війни Івану Дубовому в Новоселиці, братська могила козаків та жителів Чигирина XVII століття (каплиця Святої Покрови), пам'ятники періоду Великої Вітчизняної війни: партизанам в Холодному Яру, 23 — на честь загиблих земляків, 21 братська могила воїнів Радянської армії. В серпні 2007 року у Чигирині встановлено пам'ятник київському митрополиту Йосифу Нелюбович-Тукальському.
У 2008 році в населених пунктах району демонтовані пам'ятники Леніну.

### Музеї і заповідники

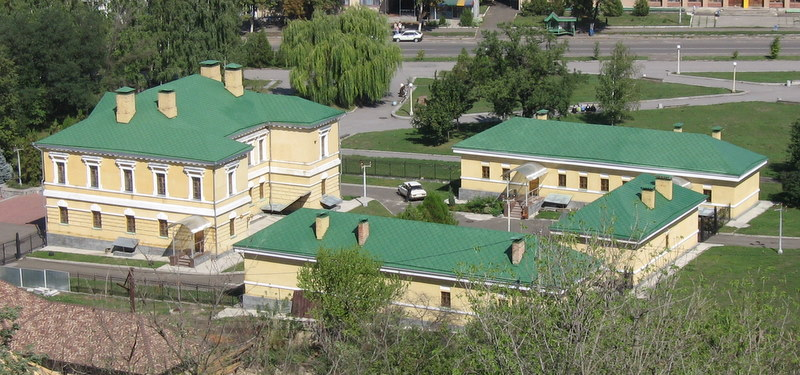
Музей Богдана Хмельницького в Чигирині. Вид з Замкової гори

- Національний історико-культурний заповідник «Чигирин» — м. Чигирин, вул. Грушевського, 26;
- Чигиринський музей археології Середнього Подніпровья — м. Чигирин, вул. Першотравнева, 30;
- Музей Богдана Хмельницького — м. Чигирин, вул., Грушевського, 26;
- Медведівський краєзнавчий музей — с. Медведівка;
- Суботівський історичний музей — с. Суботів;
- Стецівський етнографічний музей — с. Стецівка;
- Стецівський музей млинарства — с. Стецівка
- Холодний Яр

## Відомі люди

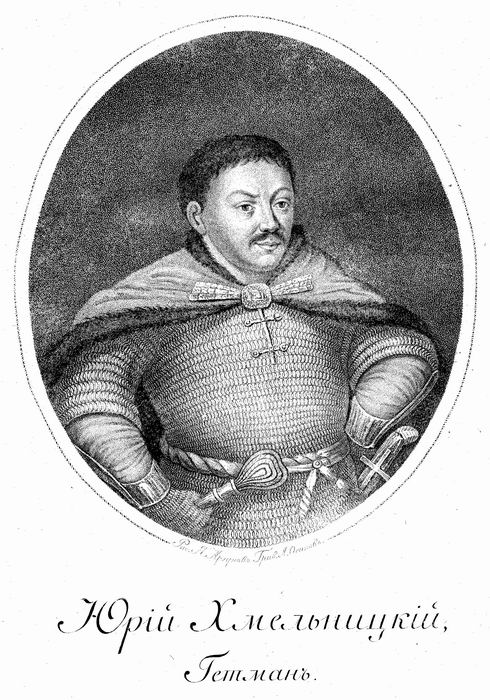
Юрій Хмельницький

Іван Виговський

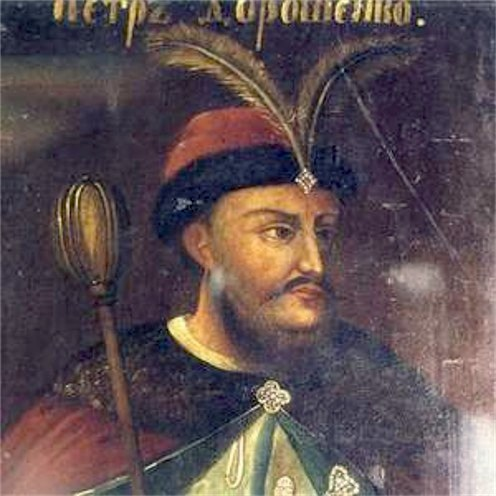
Петро Дорошенко

Наум Дубовий

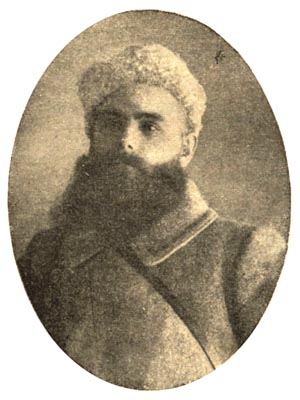
Іван Дубовий

### В історії України
- Іван Виговський — Гетьман України;
- Петро Дорошенко — Гетьман України;
- Дубовий Іван Наумович — український радянський військовий діяч;
- Дубовий Наум Іпатійович — український радянський партійний і військовий діяч;
- Дубовий Петро Антонович — військовий керівник партизанського загону у Холодному Яру;
- Максим Залізняк — керівник повстання Коліївщина;
- Богдан Хмельницький — Гетьман України;
- Юрій Хмельницький — Гетьман України.

#### Герої Радянського Союзу
- Дейнеженко Михайло Ничипорович — гвардії полковник;

#### Герої Соціалістичної Праці
- Бражник Василь Михайлович — комбайнер;
- Брюховецький Іван Якович — механізатор;
- Міхненко Григорій Кирилович — педагог, Заслужений вчитель Української РСР, директор Боровицької середньої школи (1948—1975);
- Яценко Степан Семенович — працівник тваринницької ферми села Тіньки;

#### Герої України
- Моргун Володимир Васильович — академік НАН України, тричі лауреат Державних премій України та СРСР в галузі науки та техніки;

### Культури
- Брюховецький Яків Михайлович — гончар, науковий співробітник НІКЗ «Чигирин», «Заслужений майстер народної творчості України»;
- Найда Олександр Андрійович — лісничий, краєзнавець]], [Заслужений лісовод УРСР»;
- Орленко Марія Хомівна — керівник фольклорно-стенографічного ансамблю «Козачка», режисер, «Заслужений працівник культури України»;
- Полтавець Василь Іванович — генеральний директор НІКЗ «Чигирин», історик, «Заслужений працівник культури України», Лауреат Державної премії;
- Солодар Олександр Іванович — письменник, член Національної Спілки письменників України;
- Супрун Василь Іванович — вчитель музики Боровицької ЗОШ, «Заслужений працівник культури України»;
- Хименко Андрій Іванович — письменник;
- Цибенко Павло Андрійович — мистецтвознавець;
- Чабаненко Іван Іванович — ректор Київського інституту театрального мистецтва, актор;
- Чигирин Віталій Єлисейович — письменник.

### Науки
- Топчій (Панченко) Тетяна Василівна - кандидат сільськогосподарських наук. Інститут фізіології рослин і генетики НАНУ;
- Король Валентина Миколаївна — кандидат педагогічних наук, завідувачка кафедри мовної підготовки Черкаського інституту пожежної безпеки імені Героїв Чорнобиля МНС України;
- Крупницький Борис Дмитрович — доктор історичних наук, надзвичайний професор Українського вільного університету;
- Лавріненко Назар Петрович —кандидат історичних наук, історик, краєзнавець, голова правління Української млинологічної асоціації, засновник просвітницько-розважального етнографічного комплексу "Зерноленд".
- Лазуренко Валентин Миколайович — доктор історичних наук, помічник ректора з гуманітарної освіти та виховання Черкаського державного технологічного університету;
- Маменко Олексій Михайлович — доктор сільськогосподарських наук, член-кореспондент Української академії аграрних наук;
- Назаренко Василь Андрійович — заслужений діяч науки, член-кореспондент Національної академії наук України;
- Петкова Леся Омелянівна — кандидат економічних наук, заступник декана фінансово-економічного факультету Черкаського державного технологічного університету навчальної роботи;
- Полтавець Сергій Васильович — політолог, кандидат політичних наук;
- Рвачов Володимир Логвинович — доктор фізико-математичних наук, професор, академік Національної академії наук України, «Заслужений діяч науки і техніки України», лауреат Державної премії України в галузі науки і техники, запропонував відомі в устому світі R-функції, що використовуються для розв'язку шорокого класу математичних задач;
- Рвачов Олексій Логвинович — доктор фізико-математичних наук, професор;
- Смислов Віктор Вікторович — доктор технічних наук, професор;
- Чубіна Тетяна Дмитрівна — кандидат історичних наук, доцент кафедри гуманітарних та соціально-економічних дисциплін Черкаського інституту пожежної безпеки імені Героїв Чорнобиля МНС України;
- Шевченко Іван Іванович — доктор історичних наук, професор кафедри історії України Київського університету;
- Шульга Михайло Сергійович — селекціонер, кандидат сільськогосподарських наук;
- Ющенко Катерина Логвинівна — перший доктор фізико-математичних наук в галузі інформаційних технологій, член-кореспондент Національної академії наук Укрвїни, автор першої в світі мови програмування високого рівня — «Адресної мови програмування», засновник школи програмування в Радянському союзі, «Заслужений діяч науки і техніки України», лауреат Державних премій України;
- Яковлів Андрій Іванович — професор цивільного права, дійсний член Юридичної секції Української вільної академії наук у Нью-Йорку.

Див. також: Категорія:Персоналії:Чигиринський район